# Національний парк гір Бале
Національний парк гір Бале  — національний парк в Ефіопії. Парк охоплює площу приблизно 2471 км²  в горах Бале і плато Санетті на Ефіопському нагір'ї.

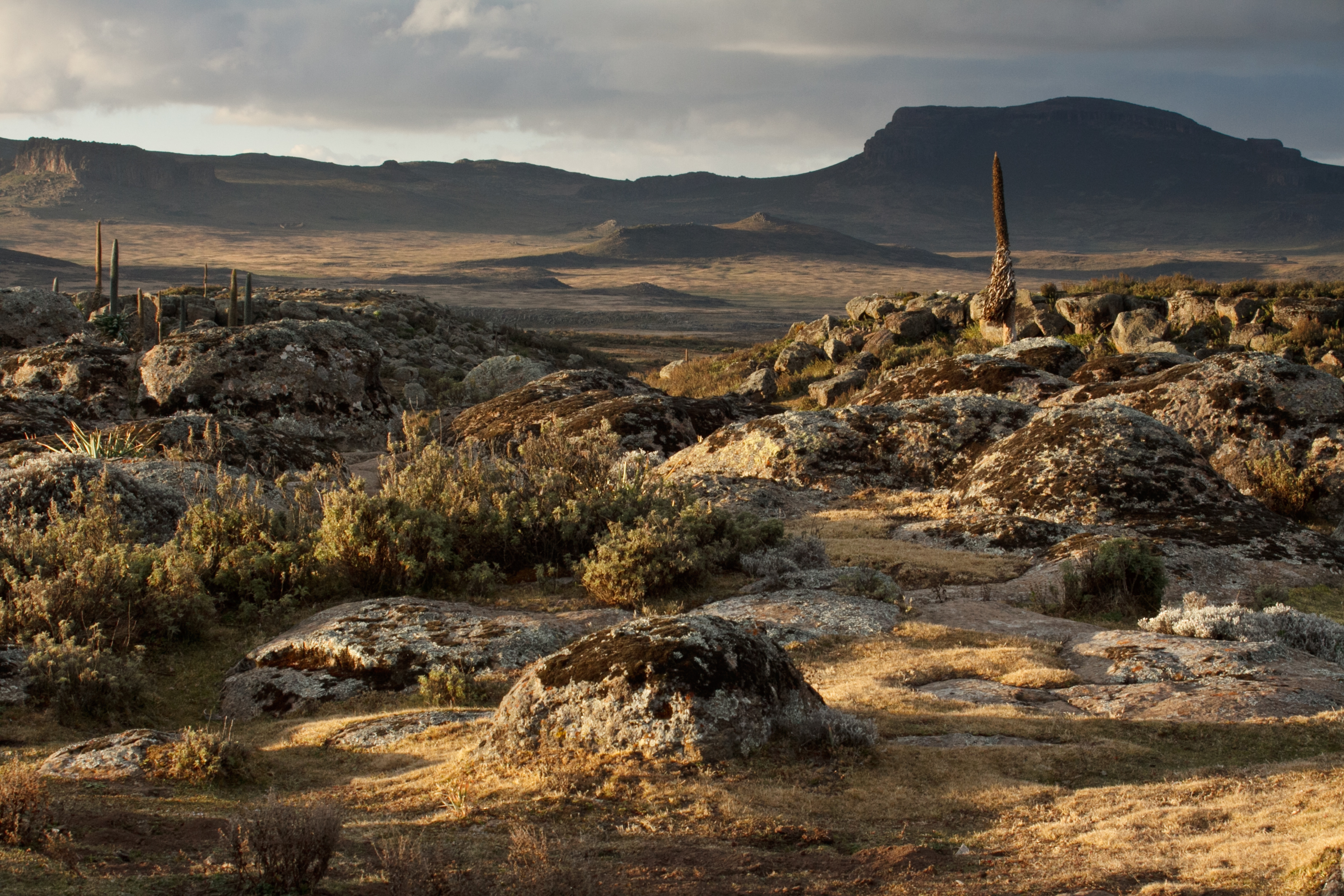
Гори Бейл і парковий ландшафт.

Парк є одним з найбільших осередків ендемізму у світі. У 2009 році був номінований до Попереднього списку всесвітньої спадщини.  
Національний парк гір Бале розташований на південному сході Ефіопії, 400 км на південний схід від Аддис-Абеби в регіоні Оромія.

## Гідрологія
Гори Бале відіграють життєво важливу роль у контролі клімату регіону, забезпечуючи велику кількість опадів, що має очевидні наслідки для тваринництва та сільськогосподарського виробництва. В залежності від рівня висоти у горах випадає від 600 до 1400 мм опадів. Понад 12 мільйонів людей з Кенії, Сомалі та Ефіопії залежать від води з масиву Бейл.
Загалом 40 річок беруть початок у горах Бале, які є притоками п’яти великих річок: Веб, Вабе Шебеле, Велмел, Думал і Ганале. Люди, які живуть на південь від національного парку, повністю залежать від належного використання водних ресурсів у високогірних районах. Якщо потік цих річок будь-яким чином змінюється – через вирубку лісів, надмірне випасання худоби або надмірне використання води для зрошення (все це відбувається зараз) – люди в низинах відчувають нестачу води. Сьогодні вже є докази того, що в горах Бейл відбувається надмірний забір води.

Крім того, дві річки, що витікають з Бале, Вабе Шебеле та Ядот (притока Ганале) мають гідроелектростанції. Дамба на річці Ядот постачає електроенергію в Дело-Мена, а дамба на Вабе Шебеле забезпечує електроенергією район Бейл.

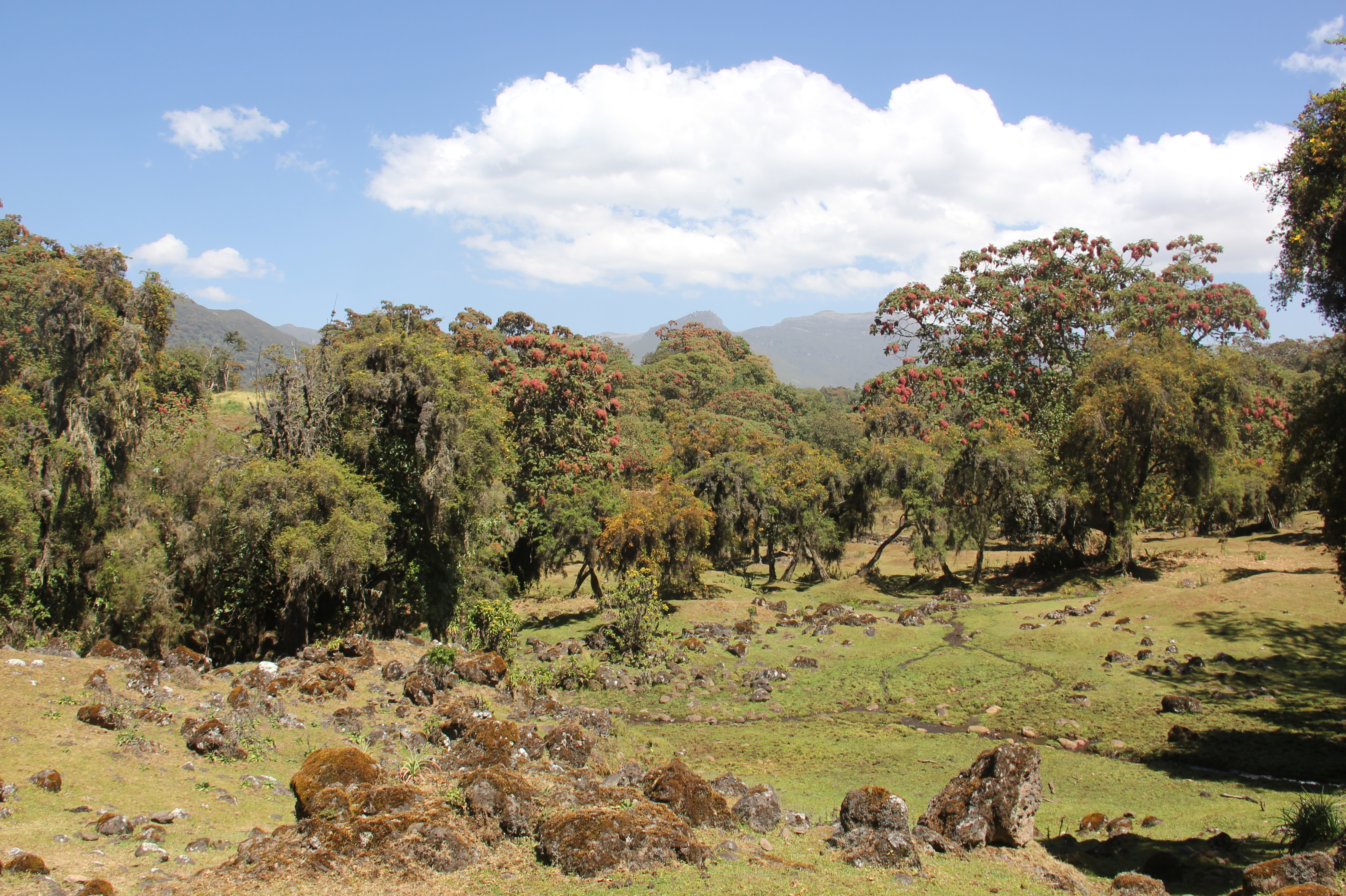
Краєвид Harenna Forest у парку.

## Клімат
Температури сильно відрізняються в межах національного парку: на плато денна температура зазвичай становить близько 10°C  із сильним вітром; у долині Гайсай середня денна температура становить близько 20°C, а в лісі Харенна —  близько 25°C. Погода в національному парку змінюється часто, іноді різко. На висоті понад 3000 метрів звичайні нічні заморозки. Сезон дощів триває з травня по листопад.

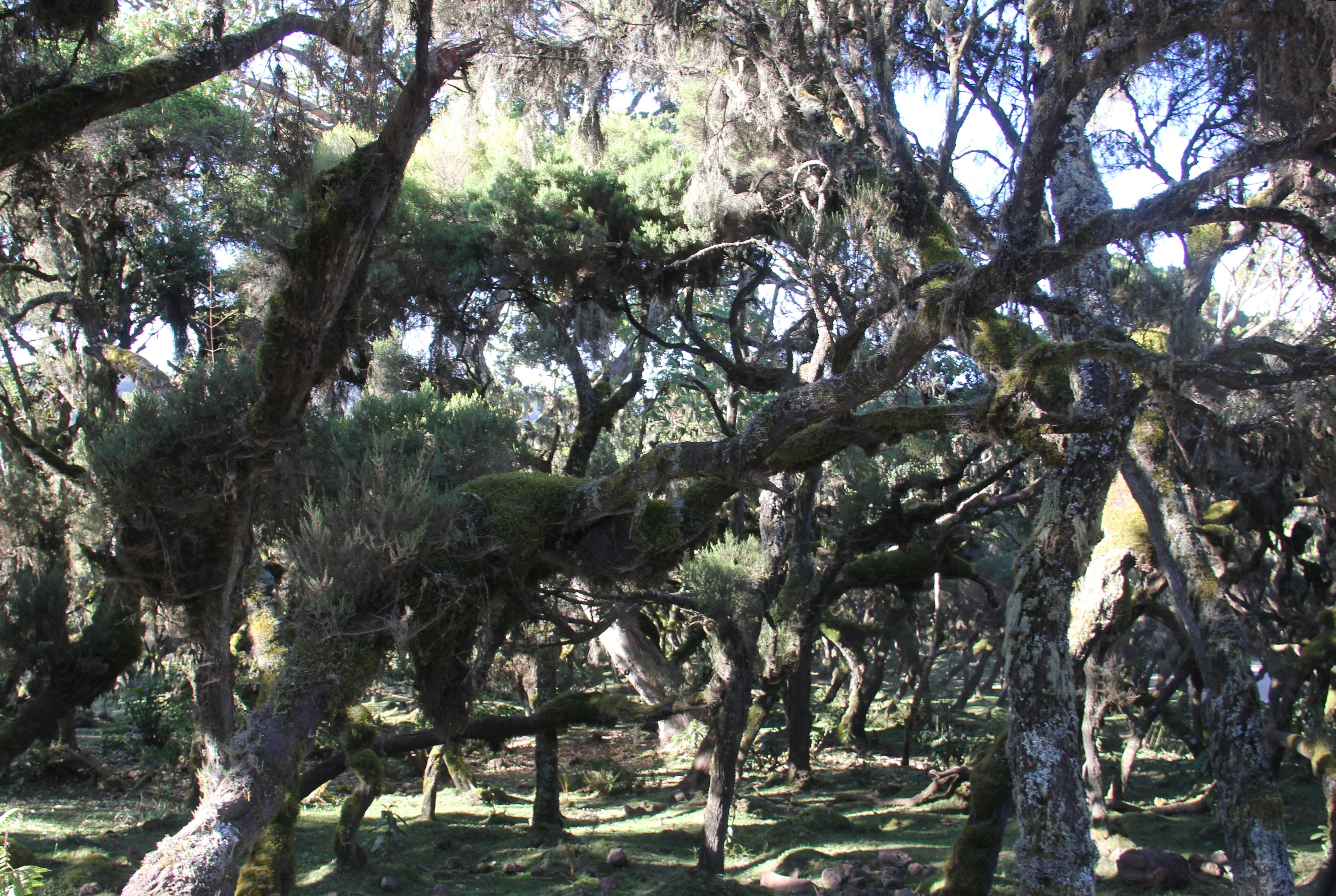
Ліс Харенна в парку.

## Екологія

### Середовища проживання
Парк поділений на п’ять окремих унікальних ареалів: північні пасовища (долина Гайсай), північні ялівцеві ліси, афро-альпійські луки (плато Санетті), болота Еріка та ліс Харенна.

### Флора
Ліси гір Бале важливі для генетичних запасів дикої лісової кави (Coffea arabica) і для лікарських рослин в Ефіопії.

### Тваринний світ
Національний парк гір Бале є важливою територією для кількох ефіопських ендемічних видів, яким загрожує зникнення. Загалом у парку мешкає 26% ендемічних видів Ефіопії, включаючи одного примата, одного великого травоїдного, одного зайця, вісім видів гризунів і всю світову популяцію великоголового африканського землекопа. Є також кілька рідкісних і ендемічних земноводних.

#### Ссавці
У національному парку гір Бале можна зустріти ефіопського вовка ( Canis simensis ), гірську ньялу ( Tragelaphus buxtoni ), великоголового африканського сліпака, бушбака Менеліка, звичайного дуїкера, кліпспрінгера, бохорського редунку, ефіопського високогірного зайця, борсука медоїда, бородавочника, плямисту гієну, сервала  і верветку гір Бейл ( Chlorocebus djamdjamensis ).
У лісі Харенна можна зустріти африканського золотого вовка, гігантського лісового кабана, чорно-білого колобуса, лева, африканського леопарда та африканського дикого собаку. Майже одна третина з 47 ссавців, які мешкають у Горах Бейл, є гризунами. Спільнота гризунів, особливо афро-альпійського плато, є ключовим видом у національному парку Бейл-Маунтінс. Існування популяції африканських диких собак в останні роки у горах Бейлз ставиться під сумнів. Можливо ця популяція вже є вимерлою, оскільки присутність тварин давно не фіксується.   

#### Орнітофауна
У горах Бейл мешкає понад 282 види птахів, у тому числі дев’ять із 16 видів, ендемічних для Ефіопії. Крім того, на території парку зареєстровано понад 170 перелітних птахів. До місцевих ендеміків відносяться каргарка ефіопська ( Cyanochen cyanoptera ), чорноголова чайка ( Vanellus melanocephalus ), жовтолобий папуга ( Poicephalus flavifrons ), абіссінський пікулик ( Macronyx flavicollis ), абіссинська тимелія ( Parophasma galinieri ), Бейл парисома ( Parisoma griseiventris ), щеврик ефіопський ( Serinus nigriceps ), астрильд болотяни ( Estrilda paludicola ), сова ефіопська ( Asio abyssinicus ). 

#### Герпетофауна
Ефіопські рідкісні ендемічні рептилії, які нещодавно виявлені в лісистих районах гір Бейл, включають ефіопську хатню змію ( Lamprophis erlangeri ), ефіопську гірську гадюку ( Bitis parviocula ), дворогого хамелеона Бейла ( Trioceros balebicornutus ), безрогого хамелеона Харенни ( Trioceros harennae ), ефіопський гірський хамелеон ( Trioceros affinis )  та ефіопського хамелеона Вольфганга Беме ( Trioceros wolfgangboehmei ). 
Земноводні
Щонайменше 7 видів ендемічних амфібій виявлено в лісистих болотистих районах і на плато Національного парку Гори Бейл: ефіопська деревна жаба ( Leptopelis gramineus ), трав'яна жаба Ерлангера ( Ptychadena erlangeri ), трав'яна жаба Неймана ( Ptychadena neumanni ), гірська жаба Бейл ( Ericabatrachus baleensis ), ефіопська бананова жаба ( Afrixalus enseticola ), деревна жаба Рагацці ( Leptopelis ragazzii ), смугаста жаба долини Куні ( Paracassina kounhiensis ), ефіопська жаба Малкольма ( Altiphrynoides malcolmi ), ефіопська жаба Осгуда ( Altiphrynoides osgoodi ) і деревна жаба гір Бейл ( Balebreviceps hillmani ). Усі ці види перебувають під загрозою зникнення через втрату середовища проживання та вирубку лісів. 

## Загрози
Однією з найбільших загроз для парку є випас худоби. Наприклад, у Веб-Веллі, головному середовищі проживання ефіопських вовків, щільність великої рогатої худоби оцінюється в 250 голів на квадратний кілометр. Інші загрози включають збільшення поселень на території парку. Зараз у межах парку проживає понад 40 000 людей, що збільшує тиск на природні ресурси території та зменшує природні середовища проживання диких тварин. З цими поселеннями приходять домашні собаки, які становлять велику загрозу для ефіопського вовка. Собаки передають сказ і собачу чуму. У 2010 році сказ вбив 106 особин ефіопського вовка (приблизно 40% популяції ефіопських вовків у національному парку), при тому, що загальна популяція виду оцінюється у 600 особин. Інші серйозні загрози включають використання середовища існування вовка для випасу худоби, що значно зменшує чисельність гризунів, якими харчуються вовки. Нераціональне використання лісу, водних ресурсів, пасовищ та забруднення є головними загрозами. Фахівці з охорони природи припускають, що якщо зусилля щодо збереження в горах Бейл не будуть успішними і люди продовжуватимуть експлуатувати ресурси нестійкими способами, в цих горах вимре більше видів ссавців, ніж у будь-якому іншому регіоні еквівалентного розміру на планеті.